# Johan Linnemann (artilleriofficer)
 Der er flere personer med dette navn, se Johan Linnemann (infanteriofficer).
Johan Linnemann (1. august 1826 i Vejle – 20. oktober 1906 i København) var en dansk officer, bror til Ingvard Henrik og Stephan Linnemann og far til H.V. Linnemann.

## Uddannelse og krigsdeltagelse
Han var søn af agent, svensk-norsk vicekonsul Andreas Deichmann Linnemann og Ane Marie f. Smidt. Efter at være blevet student kom han i 1846 på Den kongelige militære Højskole som sekondløjtnant à la suite i artilleriet. Krigen 1848 afbrød undervisningen, og Linnemann gjorde indtil november 1849 tjeneste ved de faste batterier på Als, hvorefter han blev forsat til Tøjetaten og i 1850 fik premierløjtnants karakter. I 1853, da han opnåede selve graden, kom han til 1. artilleriregiment og blev i 1856 kaptajn af 2. klasse og suppleantlærer i artilleri og broslagning ved Den kongelige militære Højskole samt året efter lærer i samme fag, idet han tillige stilledes à la suite. Under krigen 1864 var han ansat ved Københavns Søbefæstning, og han blev i 1865 konstruktør ved artilleriet, hvorefter han ved udgangen af samme år opgav sin lærervirksomhed. Han konstruerede nu en riflet 11 tommers forladekanon, som blev fabrikeret i Finspong og prøveskudt sammesteds 1867, samt derefter en 11 tommers bagladekanon, men først efter at han under en rejse 1869 til Frankrig havde gjort sig bekendt med den franske marines bagladekanoner og ved en rejse 1872 til forskellige stater med disses felt-, kyst- og fæstningsartilleri, blev en sådan pjece endelig fastslået. Han var tillige medlem af en mængde kommissioner, deriblandt fra 1874-77 af den kommission, som foreslog anskaffelsen af feltartillerimateriellet af 1876. Linnemann blev Ridder af Dannebrog 1867 og Dannebrogsmand 1874.

## Tekniske reformer
Fra 1874-76 gjorde Linnemann tjeneste som Batterichef ved 1. artilleriregiment og udnævntes sidstnævnte år til oberst og midlertidig stabschef ved artilleriet. Kort efter stilledes han til rådighed for Artilleristaben, men var fra 1879-83 virkelig stabschef. Så udnævntes han til chef for 1. artilleriregiment, sendtes i 1886 til Rusland for at overvære manøvrerne ved Krasnoje Selo og i 1889 til Frankrig; tillige var han stadig formand for eller medlem af forskellige kommissioner. 1889 blev Linnemann generalmajor af artilleriet m.m. samt generalinspektør for søartilleriet, og da Københavns Befæstning var under bygning, påtrængte der sig mange spørgsmål til hans afgørelse, i hvilken anledning også forskellige tjenesterejser foretoges, således til Frankrig (1891), Meppen og Essen (1893 og 1894). På alle artilleritekniske områder var der i det hele en stærk udvikling, og Linnemann havde en væsentlig andel i tilvejebringelsen af magasingeværet model 1889, og desuden indførte han røgsvagt krudt, anskaffede nyt skyts og lysmateriel til land- og søbefæstningen, brisantgranater og lod et kanonværksted indrette.

## Administrative reformer
Også i organisatorisk henseende fremkom ved Hærloven af 13. april 1894 store forandringer i artilleriet; den væsentligste var vistnok fæstningsartilleriets forøgelse og feltartilleriets forandrede uddannelse, men tillige foretoges i 1895 som følge af denne lov en forsøgsvis sondring i artilleriets øverste styrelse mellem den tekniske og den taktiske tjeneste, idet den førstnævnte underlagdes en direktør for artilleriets tekniske tjeneste, medens forretningerne som generalinspektør forblev hos artillerigeneralen, hvis myndighed blev en del indskrænket.
1884 blev han Kommandør af 2. grad af Dannebrog, og i 1891 blev Linnemann Kommandør af Dannebrog af 1. grad, og samme efterår attacheredes han kejser Alexander III af Rusland under dennes ophold her i landet. 1896 fik Linnemann på grund af alder sin afsked fra militærtjenesten og udnævntes samtidig til Storkors af Dannebrog.
18. april 1855 ægtede han Caroline Mathilde Christensen, datter af sognepræst C.P. Christensen til Gadstrup og Syv.
Han er begravet på Garnisons Kirkegård.
Der findes et portrætmaleri af Frederik Vermehren udført 1903 (Det Nationalhistoriske Museum på Frederiksborg Slot). Desuden fotografier.